# Elmis syriaca
Elmis syriaca là một loài bọ cánh cứng trong họ Elmidae. Loài này được Allard miêu tả khoa học năm 1869.